# Bioclimatologia
|  | Per a l'arquitectura que s'adapta al clima vegeu Arquitectura bioclimàtica |

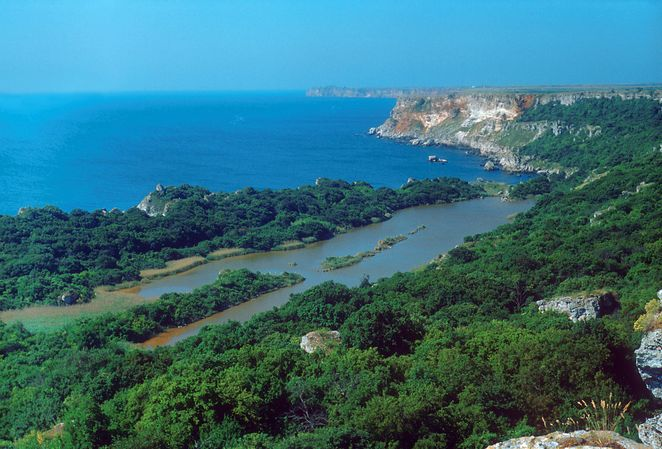
Taukliman a Bulgària a la costa del Mar Negre presenta un bioclima que permet un bosc baix

La bioclimatologia, també anomenada fitoclimatologia en el que respecta només a les plantes, és la ciència ecològica que estudia la reciprocitat entre el clima i la distribució dels éssers vius a la Terra.
El bioclima és la definició bioclimàtica de l'estructura del clima d'un lloc determinat.
La bioclimatologia tracta d'establir les fronteres bioclimàtiques i estacionals, i calcular estadísticament els valors numèrics llindars que les defineixen. D'aquesta manera s'han anat delimitant i ajustant els espais corresponents a les unitats bioclimàtiques (bioclimes termotips i ombrotips) i s'han pogut fer mapes bioclimàtics de moltes zones del món.
La bioclimatologia és una especialització de l'ecologia i la climatologia, la fitoclimatologia, en canvi, ho és de la geobotànica.
La fitoclimatologia va començar a estructurar-se partint de relacionar els valors numèrics del clima (temperatura i precipitació) amb les àrees on es trobaven les plantes i les formacions vegetals, per afegir, més endavant, informació sobre la biocenosis. Recentment ha incorporat coneixements procedents de la fitosociologia (sèries i geosèries de vegetació)
El fitoclima seria el resultat de la incidència dels nombrosos factors que operen en el medi natural i que conjuntament delimiten uns trets ecològics en el que les característiques climàtiques i altres factors no biològics expressen la potencialitat per un assentament vegetal.
Les dades obtingudes de la fitoclimatologia es poden utilitzar en programes de conservació de la biodiversitat i en l'obtenció de recursos per l'agricultura, la ramaderia i l'explotació forestal, etc.

## Classificacions bioclimàtiques
Són diverses com diversos són els objectius i els paràmetres amb què s'han confeccionat.
- Wladimir Köppen (1918, 1931) Classificació climàtica de Köppen
- Thornthwaite (1931, 1933)
- Gaussen (1954, 1955)
- J. Papadakis (1960) Classificació agroclimàtica de Papadakis
- Troll & Paffen (1964)
- Turc (1967) Índex de potencialitat agrícola de Turc
- Holdridge (1967)
- H. Walter (1970, 1976).
- Oriol de Bolòs i Josep Vigo (1984)
- Allué Andrade (1990) Subregions fitoclimàtiques[2]
- Rivas Martínez (2004)[1]